# Red de Espacio Profundo de China

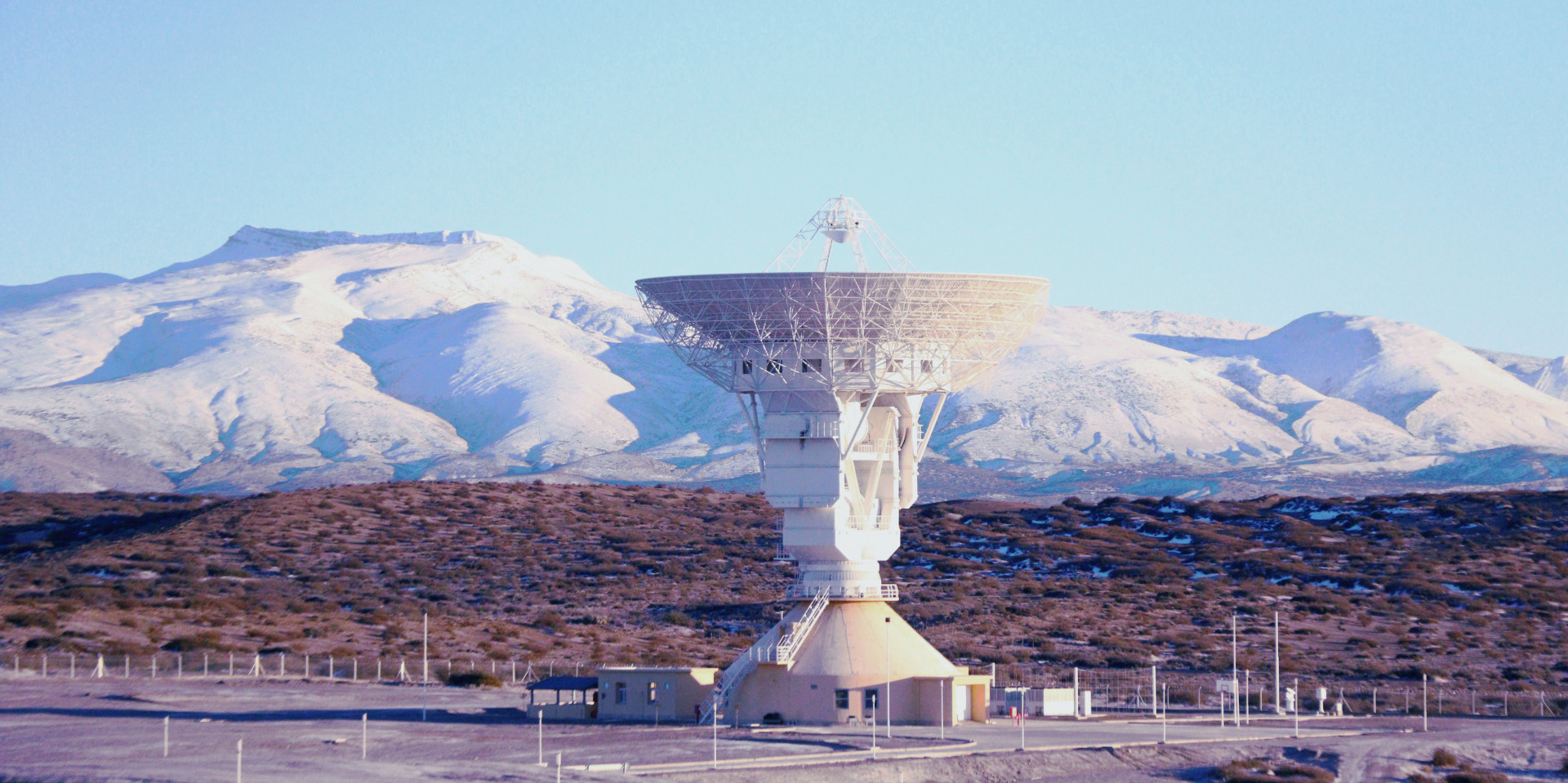
Estación del Espacio Lejano en la Provincia del Neuquén (Argentina).

La Red de Espacio Profundo de China (CDSN) es una red de grandes antenas e instalaciones de comunicación que se utilizan para las misiones de naves espaciales interplanetarias de China. Está gestionada por la Dirección General de Control de Lanzamiento y Seguimiento de Satélites de China (CLTC), que depende de la Fuerza de Apoyo Estratégico del Ejército Popular de Liberación.[cita requerida]. También se ocupa de las observaciones radioastronómicas y de radar.
La red fue necesaria por primera vez para la misión lunar Chang'e 1, y desde entonces se ha utilizado para apoyar futuras misiones a la Luna y Marte, como las misiones Chang'e 5 y Tianwen-1. Estados Unidos, Rusia, los países europeos, Japón y la India disponen de redes similares en el espacio profundo.

## Composición de la red
En 2007, la red estaba formada por:
- Estaciones de control en tierra en Kashgar y Qingdao (en la provincia de Shandong).
- Antenas de 18 metros en Qingdao y Kashgar.
- Una antena de 50 metros en Miyun (~116°E), cerca de Pekín.
- Una antena de 40 metros en Yunnan (~101°E).

En 2012, se realizaron mejoras para apoyar las misiones lunares Chang'e 3 y Chang'e 4, incluyendo:
- Mejoras en las instalaciones terrestres de Kashgar y Qingdao, y una estación de control terrestre de espacio profundo en Jiamusi.
- Una nueva antena de 35 metros en la estación de Kashgar.
- Una antena de 64 metros en Jiamusi. (~130°E)
- La estación terrestre de Neuquén de la Red China de Espacio Profundo.

En 2014, China y Argentina firmaron un acuerdo que permite a China construir la estación Espacio Lejano en Sudamérica. La estación se construyó en la provincia de Neuquén, Argentina (~70°O), con una inversión de 50 millones de dólares. La instalación, que forma parte del programa chino de exploración lunar, fue inaugurada en octubre de 2017. La estación es vista por algunos como un símbolo del aumento del papel de China en la política y la economía de Sudamérica.
Desde 2018, China Satellite Launch and Tracking Control General (CLTC) era un cliente de la Swedish Space Corporation (SSC), que proporcionaba servicios de CLTC, incluyendo TT&C para satélites civiles predefinidos dentro de la investigación, la observación de la Tierra y los datos meteorológicos, así como para otras naves espaciales científicas. El 21 de septiembre de 2020, Reuters informó de que SSC había decidido no renovar sus contratos con China para ayudar a operar satélites chinos desde las estaciones terrestres de SSC, ni buscar nuevos negocios con China.
A finales de 2020, la estación terrestre de Kashgar pasó de tener una sola antena de 35 metros a un conjunto de antenas formado por cuatro antenas de 35 metros. La capacidad del nuevo sistema equivalía a una antena de 66 metros.

## Sistemas de radioastronomía
La radioastronomía, a pesar de utilizar grandes antenas similares, es un campo muy diferente al de la comunicación espacial. No hay necesidad de transmitir, y las bandas de recepción se eligen por su interés científico.
- El radiotelescopio de 15 metros de Miyun se construyó en 1992 y se utilizó para estudiar los púlsares, pero se desmanteló hacia 2002 en favor del radiotelescopio de 50 metros.[9]
- El radiotelescopio de síntesis de Miyun (MSRT) es un telescopio para observar la actividad solar y examina la gama de frecuencias de 232 MHz. Consta de 28 antenas de 9 metros de diámetro cada una con líneas de base entre 18 m y 1164 m a intervalos de 6 m y está en funcionamiento desde 1998.[10]

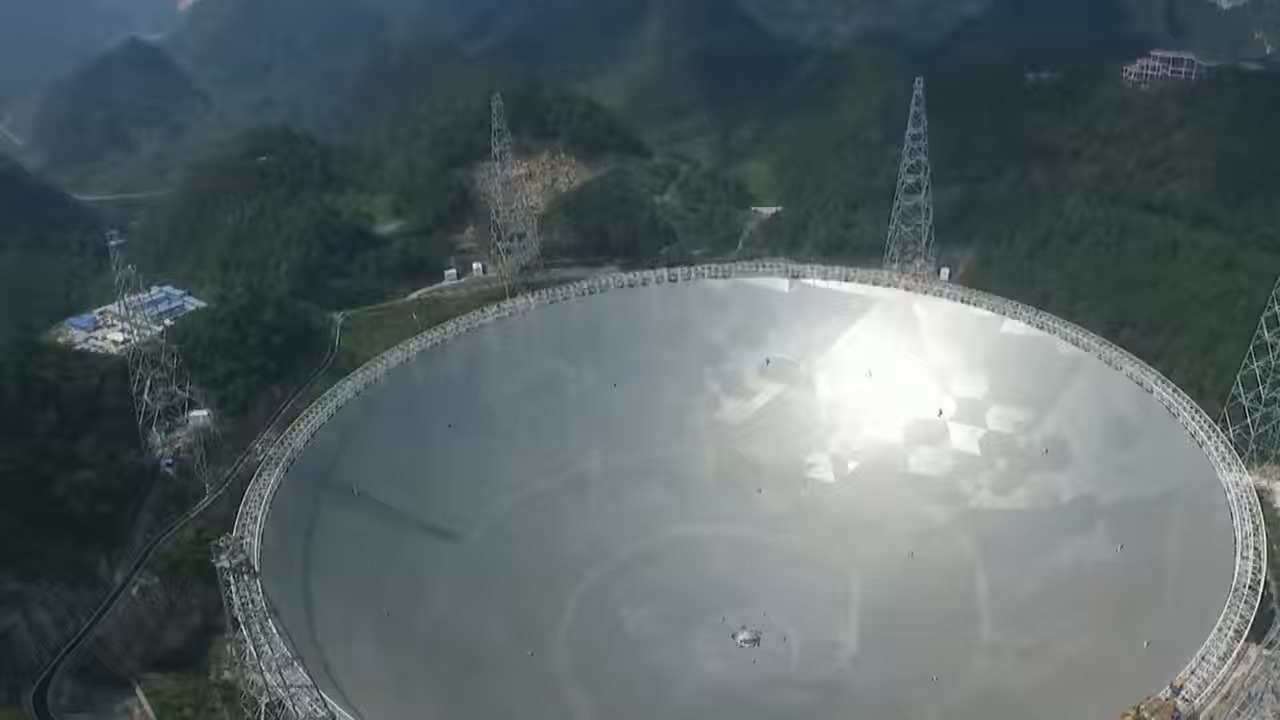
Telescopio esférico de quinientos metros de apertura (FAST) visto desde arriba en 2020.

- Telescopio esférico de quinientos metros de apertura (FAST) visto desde arriba en 2020.El Telescopio esférico de quinientos metros de apertura (FAST) es el radiotelescopio con el espejo primario más grande del mundo. El diámetro total del espejo principal esférico inamovible es de 500 metros; las señales pueden recibirse eficazmente en un área con un diámetro de 300 metros (apertura). El FAST se utiliza principalmente para la radioastronomía. Sin embargo, el FAST desempeñará un papel importante en la misión china a Marte en 2020, debido a la gama de frecuencias de sus receptores (de 70 MHz a 3 GHz). Cualquier aterrizaje en Marte, como el que intentó Tianwen-1, debe desacelerar desde muchas veces la velocidad del sonido hasta 0 en 6-8 minutos, por lo que la frecuencia de la onda portadora de las señales de telemetría en la banda X cambia rápidamente debido al efecto Doppler. En caso de frenada brusca provocada por la apertura del paracaídas, lo más probable es que las estaciones regulares del espacio profundo pierdan el contacto con la sonda. Por lo tanto, para tener un respaldo, los aterrizajes en Marte cuentan con la colaboración de instalaciones de radioastronomía que pueden recibir comunicaciones en banda decimétrica (UHF).[11][12]

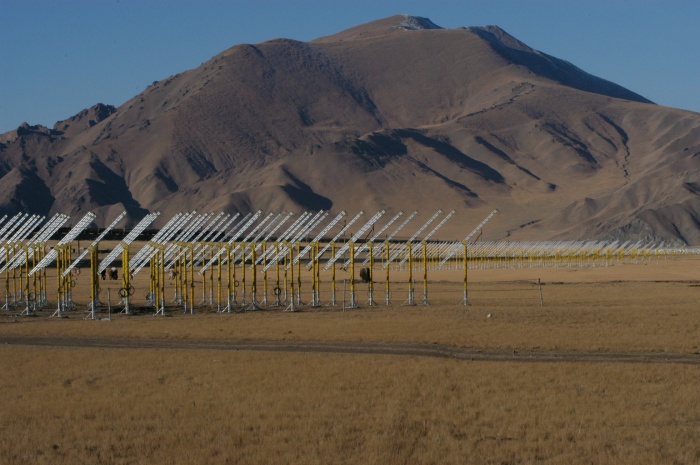
Telescopio de Estructura Primigenia (PaST), también llamado 21 Centimeter Array (21CMA).

- Telescopio de Estructura Primigenia (PaST), también llamado 21 Centimeter Array (21CMA).El Telescopio de Estructura Primigenia (PaST), también llamado 21 Centimetre Array (21CMA), en Ulastai, Xinjiang, se completó en 2006. Se amplió en 2009 con nuevos amplificadores de bajo ruido y una mejor tecnología informática para su evaluación. Este array de valle remoto estudia las emisiones de bajo nivel de hidrógeno neutro de la línea de hidrógeno. El conjunto consta de 81 grupos (vainas) con un total de 10287 antenas. Están dispuestas en dos brazos perpendiculares entre sí, uno de 6,1 km de longitud en dirección este-oeste y el otro de 4 km en dirección norte-sur. Cada antena tiene 16 dipolos con longitudes entre 0,242 y 0,829 metros y cubre un rango de frecuencias de 50 a 200 MHz.

## Satélites de retransmisión
China cuenta con varios satélites de retransmisión de la serie Tianlian en órbitas geoestacionarias, que pueden retransmitir datos entre sí y con la tierra, permitiendo así la comunicación con naves espaciales que no tienen contacto directo con estaciones terrestres. La tecnología de los satélites de retransmisión permite el almacenamiento intermedio de datos, un mayor ancho de banda de las conexiones de datos y una mayor cobertura del cielo. Estos satélites se pusieron originalmente en órbita a partir de 2008 para la comunicación con la nave espacial Shenzhou del programa espacial tripulado. Pero también se utilizan para misiones en el espacio profundo, por ejemplo en 2020 para la misión a Marte Tianwen-1, donde los satélites Tianlian 1B y Tianlian 2A se estacionaron para el seguimiento de la órbita y la transmisión de datos de telemetría de la sonda.